# Rita Kirst
Rita Kirst, nata Schmidt  (21 ottobre 1950), è un'ex altista tedesca.

## Palmarès

### Europei indoor
- 5 medaglie:
  - 3 ori (Madrid 1968; Belgrado 1969; Grenoble 1972)
  - 2 bronzi (Vienna 1970; Göteborg 1974)

## Altre competizioni internazionali
1970
- Coppa Europa di atletica leggera ( Budapest)

1973
- Coppa Europa di atletica leggera ( Edimburgo)